# Luci e vedute
Nell'ordinamento giuridico italiano, luci e vedute sono due categorie di aperture negli edifici disciplinate dal Codice Civile.
L'argomento viene trattato nel Libro terzo al titolo II (Della proprietà) negli articoli tra il 900 e il 907.
Il codice individua aperture di due specie: luci, che lasciano soltanto passare l'aria e la luce, ma non consentono di affacciarsi sul fondo vicino e vedute , che consentono il libero affacciarsi sul fondo limitrofo (art.900 c.c.).
Da questa definizione si deduce che la veduta corrisponde grosso modo al termine comune finestra, mentre nella categoria luce invece ricadono:
- fori di aerazione
- aperture chiuse con materiali che lasciano passare la luce ma non la vista, come il vetrocemento

Le luci devono rispondere a precise caratteristiche indicate nel codice civile (essere munite di inferriate, avere un'altezza non inferiore a 2,5 metri dal pavimento ecc.).
L'apertura di luci rappresenta di norma l'esercizio di una normale facoltà riconducibile all'esercizio del diritto di proprietà, onde è consentita qualunque sia la distanza dall'altrui fondo.
Per le vedute sono previste distanze legali fra il muro in cui esse si aprono ed il fondo limitrofo (artt. 905 - 907 c.c.).
La presenza di vedute può dar luogo alla costituzione di servitù di veduta.
Le indicazioni del codice civile sono state chiarite da diverse sentenze della Corte suprema di cassazione:
- Cass. 10 gennaio 2013, n. 512, sulla regolarizzazione di luci non conformi alla norma
- Cass. 22 agosto 2013 n. 19429, sulle distanze minime
- Cass. 13 agosto 2014, n. 17950, definizione di luce
- Cass. 4 dicembre 2014, n. 25635, sui diritti del vicino rispetto a luci esistenti